# Чарлі Пламмер
Ча́рлі Фо́лкнер Пла́ммер (англ. Charlie Faulkner Plummer; 24 травня 1999,Пукіпсі, Нью-Йорк) — американський актор, відомий головними ролями в декількох фільмах. Лауреат премії Марчелло Мастроянні Венеційського кінофестивалю (2017).

## Біографія
Чарлі Пламмер народився в Пукіпсі, штат Нью-Йорк у сім'ї театральної актриси Майї Гест та письменника Джона Крістіана Пламмера, а виріс у населеному пункті Колд Спрінг у тому ж штаті. У Чарлі Пламмера є молодший брат, Джеймс. Через часті переїзди сім'ї, Чарлі навчався в семи різних школах: трьох у Лос-Анджелесі, двох у штаті Нью-Йорк, і двох у самому Нью-Йорку. Під впливом батьків, професія яких була пов'язана з театром, Пламмер ще в ранньому дитинстві почав грати епізодичні ролі в театральних постановках невеликих театрів, а вже десять років почав зніматися в короткометражних фільмах.
У 2011 році Чарлі Пламмер знявся у восьми епізодах серіалу «Підпільна імперія». Потім він зіграв у всіх епізодах менш відомого серіалу — «Гранітні квартири», після чого він отримав свою першу, епізодичну роль у повнометражному фільмі — «Не зникай» режисера Девіда Чейза.
У 2015 році Пламмер отримав головну роль у фільмі «Король Джек», дебютній роботі режисера Фелікса Томпсона. У фільмі Чарлі зіграв підлітка із глушин, який намагається справити враження крутого хлопця на свого молодшого брата, який приїхав у гості, ближче познайомитися з гарною дівчиною та вижити в протистоянні з хуліганами.
Пізніше Пламмер розглядався як один із претендентів на роль Людини-павука в третьому перезапуску, проте ця роль зрештою дісталася Тому Голланду.
У 2017 році Пламмер знявся в драматичному трилері Орена Мувермана «Вечеря» разом із Річардом Гіром, Стівом Куґаном та Лорою Лінні. Фільм вийшов в прокат 5 травня 2017 року і, попри зірковий акторський склад, отримав суперечливі рецензії.
Набагато успішнішим був наступний проєкт за участю Пламмера. Того ж 2017 року він зіграв викраденого спадкоємця мільярдера Пола Гетті, Джона Пола Гетті III у трилері Рідлі Скотта «Всі гроші світу». Партнерами актора на знімальному майданчику стали Мішель Вільямс, Крістофер Пламмер та Марк Волберг. Оскільки Чарлі Пламмер зіграв онука Пола Гетті, роль якого виконав Крістофер Пламмер, у деяких глядачів виникла хибна думка, що вони є родичами і в реальному житті. Насправді Крістофер Пламмер замінив у проєкті Кевіна Спейсі, роль якого вирізали з фільму через звинувачення актора в сексуальних домаганнях. У результаті всі сцени, в яких грав 58-річний Спейсі, були заново перезняті за 10 днів за участю 88-річного Крістофера Пламмера, який, за відгуками критиків, чудово впорався зі своєю роллю. Таким чином, присутність двох різних Пламмерів на знімальному майданчику спочатку не передбачалося. Фільм вийшов в прокат 25 грудня 2017 і отримав загалом позитивні відгуки.
У тому ж році Пламмер зіграв самотнього підлітка Чарлі, який знаходить втіху у своїй дружбі з верховим конем у драмі Ендрю Хейга «Покладіться на Піта». Прем'єра фільму відбулася на Венеційському міжнародному кінофестивалі, де фільм був високо оцінений критиками, а Чарлі Пламмер нагороджений премією Марчелло Мастроянні як найкращий молодий актор. Фільм вийшов в англомовній версії 6 квітня 2018 року.
У 2018 році Пламмер знявся в драмі Джошуа Леонарда «Ось моє серце» разом з Марісою Томей та Тімоті Оліфантом фільм вийшов у липні 2018 року. Він також з'явився в трилері Дункана Скілза «Вбивця-Стременокрут».
У 2019 році Пламмер знявся в дебютному повнометражному художньому фільмі Набіля Елдеркіна «Стежка». Дія фільму розгортається у похмурому Лос-Анджелесі, де троє найкращих друзів: Келвін, Нікі та Джессі борються за виживання. Втомлені від проблем у сім'ї та бідності, вони шукають порятунку у відеоіграх, наркотиках та галасливих вечірках, але вони дають лише тимчасовий ефект полегшення. Він також фігурував у фільмі Піппи Б'янко «Репост», що випустила A24. 2019 року Пламмер також зіграв головну роль у серіальній адаптації роману Джона Ґріна «В пошуках Аляски» у ролі 16-річного Майлза «Товстунчика» Холтера. Серіал вийшов у жовтні 2019 року та отримав хороші відгуки критиків.
У 2020 році Пламмер знявся в драмі Тора Фройденталя «Божевільна любов», зігравши підлітка з діагнозом «шизофренія», а також зіграв головну роль у науково-фантастичному фентезі «Спонтанність» режисера Браяна Даффілда. Обидва фільми отримали позитивні відгуки.

## Фільмографія
| Рік       |   | Українська назва       | Оригінальна назва          | Роль                                     |
| --------- | - | ---------------------- | -------------------------- | ---------------------------------------- |
| 2011—2013 | с | Підпільна імперія      | Boardwalk Empire           | Майкл Томпсон (8 епізодів)               |
| 2012      | с | В полі зору            | Person of Interest         | Кід (Епізод: "Many Happy Returns")       |
| 2012      | ф | Не зникай              | Not Fade Away              | Молодший брат Грейс                      |
| 2013—2015 | с | Гранітні квартири      | Granite Flats              | Тіммі Сандерс (24 епізоди)               |
| 2015      | ф | Король Джек            | King Jack                  | Джек                                     |
| 2017      | ф | Вечеря                 | The Dinner                 | Майкл Ломан                              |
| 2017      | ф | Покладіться на Піта    | Lean on Pete               | Чарлі Томпсон                            |
| 2017      | ф | Всі гроші світу        | All the Money in the World | Джон Пол Гетті III                       |
| 2018      | ф | Ось моє серце          | Behold My Heart            | Маркус Ленґ                              |
| 2018      | ф | Вбивця-Стременокрут    | The Clovehitch killer      | Тайлер                                   |
| 2019      | с | В пошуках Аляски       | Looking for Alaska         | Майлз «Товстунчик» Холтер (8 епізодів)   |
| 2019      | ф | Стежка                 | Gully                      | Нікі                                     |
| 2019      | ф | Репост                 | Share                      | Ділан                                    |
| 2020      | ф | Слова на стінах ванної | Words on Bathroom Walls    | Адам                                     |
| 2020      | ф | Спонтанність           | Spontaneous                | Ділан Ховмейєр                           |
| 2022      | ф | Падіння Місяця         | Moonfall                   | Сонні Харпер                             |
| 2022      | с | Перша леді             | First Lady                 | молодий Франклін Д. Рузвельт (2 епізоди) |
| 2023      | ф | Національний гімн      | National Anthem            | Ділан                                    |
| 2024      | ф | Повернення             | The Return                 | Телемах                                  |
| 2025      | ф | Довга хода             | The Long Walk              | Ґері Барковіч                            |